# جیمز هیلیر
جیمز هیلیر (انگلیسی: James Hillier; ۲۲ اوت ۱۹۱۵ – ۱۵ ژانویهٔ ۲۰۰۷) دانشمند در زمینه اهل کانادا بود.
همچنین برندهٔ جوایزی همچون مدال مؤسسان انجمن مهندسان برق و الکترونیک شده‌است.